# Filialkirche Siegersdorf

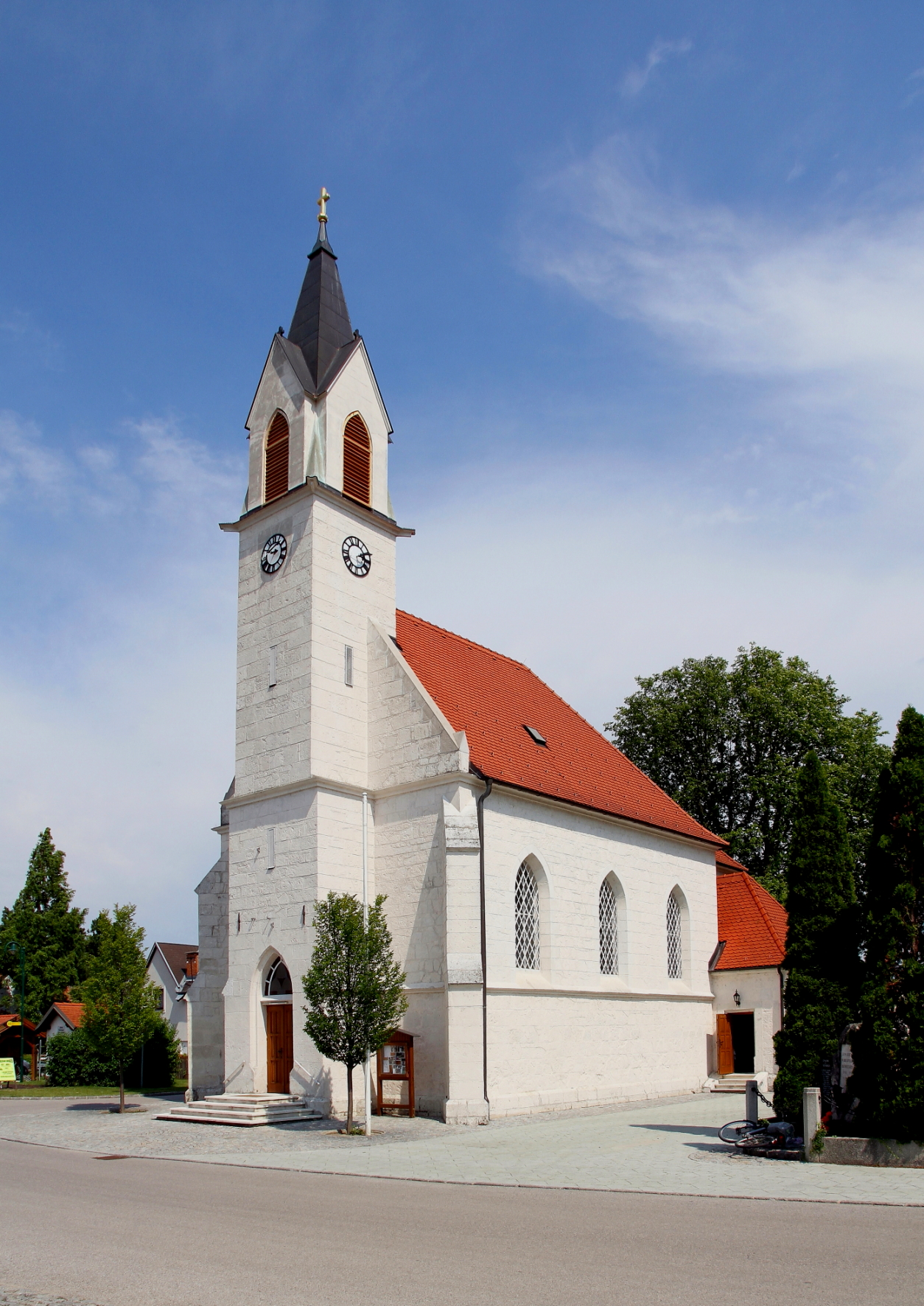
Katholische Filialkirche hl. Anna in Siegersdorf

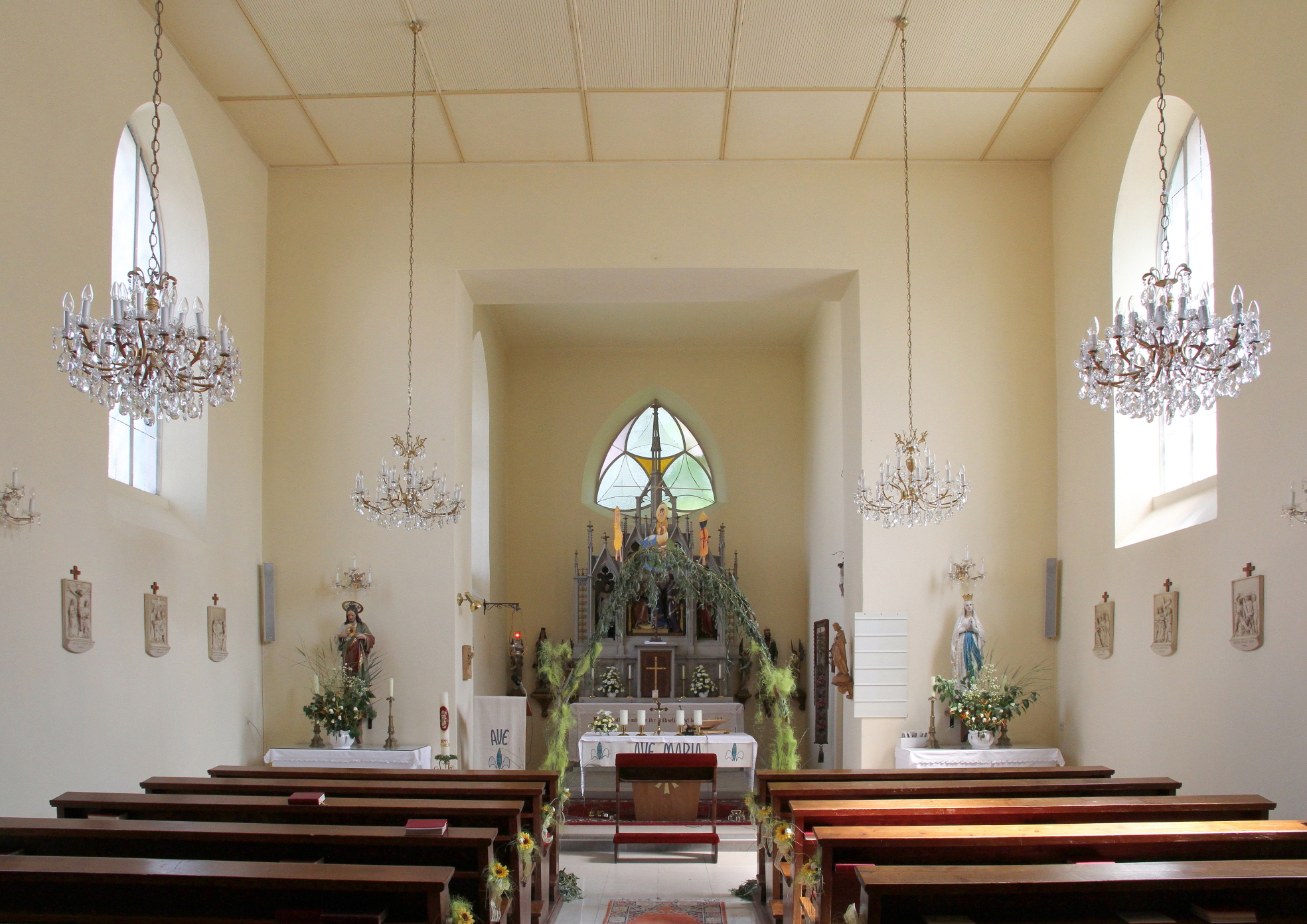
Langhaus, Blick zum Chor

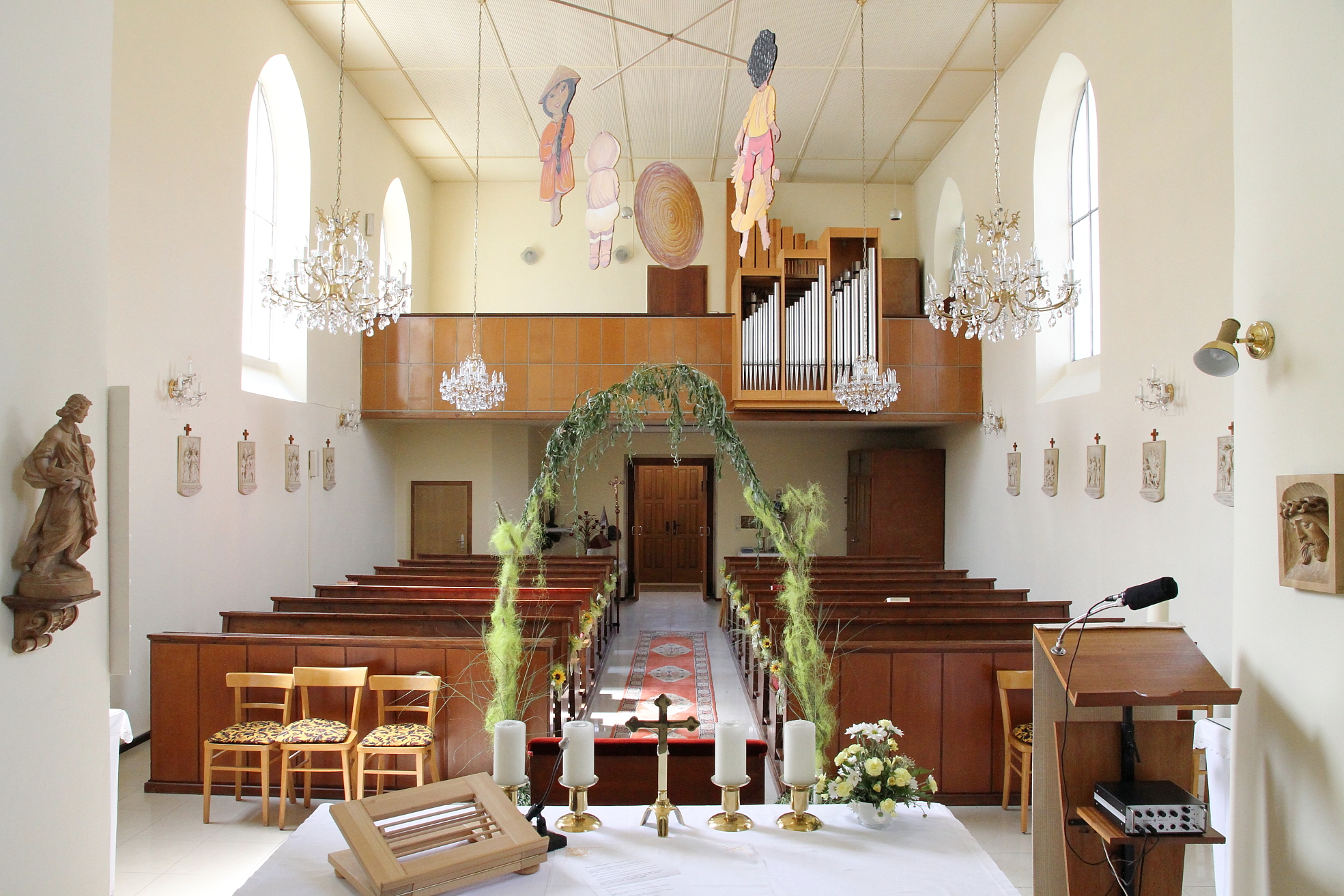
Langhaus, Blick zur Empore

Die römisch-katholische Filialkirche Siegersdorf steht inmitten der Ortschaft Siegersdorf der Marktgemeinde Pottendorf im Bezirk Baden in Niederösterreich. Die dem Patrozinium der Heiligen Anna unterstellte Filialkirche der Pfarrkirche Ebenfurth gehört zum Dekanat Wiener Neustadt in der Erzdiözese Wien. Die Kirche steht unter Denkmalschutz (Listeneintrag).

## Geschichte
Der neogotische Saalbau mit einem Westturm wurde 1868/1870 nach den Plänen von Friedrich von Schmidt und seinen Schülern Wilhelm Rollig und Ludwig Wächtler erbaut. Nach Zerstörungen durch Fliegerbomben 1944 wurde die Kirche 1950/1953 durch den Architekten Johann Zahlbruckner in vereinfachter Form wieder aufgebaut. 1983 und 1997/1998 wurde sie restauriert.

## Architektur
Das Kirchenäußere zeigt ein Langhaus und einen niedrigeren eingezogenen Rechteckchor unter einem Halbwalmdach mit Eckstrebepfeilern und Spitzbogenfenstern. Der halb eingestellte Turm hat spitzbogige Schallfenster und trägt über einem Giebelkranz einen gemauerten Spitzhelm aus Betonkunststein. Die eingeschoßige Sakristei trägt ein Halbwalmdach. 
Das Kircheninnere zeigt einen Saalraum unter einer Flachdecke mit einem eingezogenen Rechteckchor und eine eingezogene Westempore.

## Einrichtung
Der neogotische Schreinaltar um 1900 trägt eine plastische Statuettengruppe der Heiligen Maria, Anna und Zacharias und die Seitenstatuetten der Heiligen Florian, Franz Xaver, Elisabeth von Thüringen und Leopold. Die Figuren wurden 1962 aus der Spitalskirche in Perchtoldsdorf hierher übertragen.
Es gibt die Statuen Herz Jesu um 1900, Unterweisung Mariä aus der zweiten Hälfte des 19. Jahrhunderts und hl. Elisabeth von Thüringen um 1900.
Die einmanualige Brüstungsorgel mit sechs Registern baute Orgelbau W. Walcker-Mayer 1986. Drei Glocken goss die Glockengießerei Pfundner 1956.